# 長和號誌站
長和號誌站（日语：／ Osawa shingōjō */?）位於日本北海道勇拂郡鵡川町穂別長和，是北海道旅客鐵道（JR北海道）石勝線上的號誌站。

## 車站構造
擁有2線的號誌站。號誌站兩端設有防雪廊（snow shelter）以避免轉轍器凍結。

## 車站周邊
位於深山之中、穗別水壩的上游。

## 历史
- 1981年（昭和56年）10月1日 - 日本國有鐵道石勝線長和號誌站設立。
- 1987年（昭和62年）4月1日 - 國鐵分割民營化後由JR北海道接收管理。

## 相鄰車站
北海道旅客鐵道（JR北海道）
■石勝線
新夕張（K20）－（楓信號場）－（長和信號場）－（東長和信號場）－（清風山信號場）－（鬼峠信號場）－占冠（K21）